# Liste der Monuments historiques in Bligny-sur-Ouche
Die Liste der Monuments historiques in Bligny-sur-Ouche führt die Monuments historiques in der französischen Gemeinde Bligny-sur-Ouche auf.

## Liste der Immobilien
| Bezeichnung                 | Beschreibung                  | Standort               | Kennzeichnung | Schutzstatus | Datum | Bild           |
| --------------------------- | ----------------------------- | ---------------------- | ------------- | ------------ | ----- | -------------- |
| Kirche St-Germain-d’Auxerre | ab dem späten 11. Jahrhundert | Rue de l’Eglise (Lage) | PA00112148    | Classé       | 1925  | weitere Bilder |

## Liste der Objekte
| Bezeichnung                                    | Beschreibung | Standort                                  | Kennzeichnung | Schutzstatus | Datum | Bild           |
| ---------------------------------------------- | --- | ----------------------------------------- | ------------- | ------------ | ----- | -------------- |
| Grabstein der Familei Le Maire                 | Kalkstein, 14. Jahrhundert                                                                                       | in der Kirche St-Germain-d’Auxerre (Lage) | PM21000350    | Classé       | 1907  | weitere Bilder |
| Zwei Reliefs: Heiliger Josef und Taufe Christi | Fragmente eines Retabels; Kalkstein, farbig gefasst, 16. Jahrhundert                                             | in der Kirche St-Germain-d’Auxerre (Lage) | PM21000351    | Classé       | 1912  |                |
| Skulptur eines Bischofs                        | Kalkstein, 15. Jahrhundert                                                                                       | in der Kirche St-Germain-d’Auxerre (Lage) | PM21000352    | Classé       | 1960  |                |
| Gemälde Abendmahl                              | Ölfarbe auf Leinwand, 17. Jahrhundert; nach Jan van der Straet                                                   | in der Kirche St-Germain-d’Auxerre (Lage) | PM21000353    | Classé       | 1960  |                |
| Lokomotive 030 T 1586                          | Dampflokomotive, Spurweite 600 mm, 1910 durch Couillet gebaut; im Bestand der Chemin de Fer de Vallée de l’Ouche | am ehemaligen Bahnhof (Lage)              | PM21003054    | Classé       | 2004  |                |
| Gemälde Auszug der Freiwilligen                | Ölfarbe auf Leinwand, zweite Hälfte des 19. Jahrhunderts; nach Auguste Vinchon                                   | in der Mairie (Lage)                      | PM21003914    | Inscrit      | 1989  |                |